# 格雷茲鎮區 (阿肯色州傑克遜縣)
格雷茲鎮區（英語：Glaize Township）是位於美國阿肯色州傑克遜縣的一個行政鎮區。

## 地方資料
格雷茲鎮區的面積為119.46平方千米，當中陸地面積為117.07平方千米，而水域面積為2.39平方千米。根據2010年美國人口普查的數據，當地共有人口966人，而人口密度為每平方千米8.09人。